# Gniewczyna Łańcucka

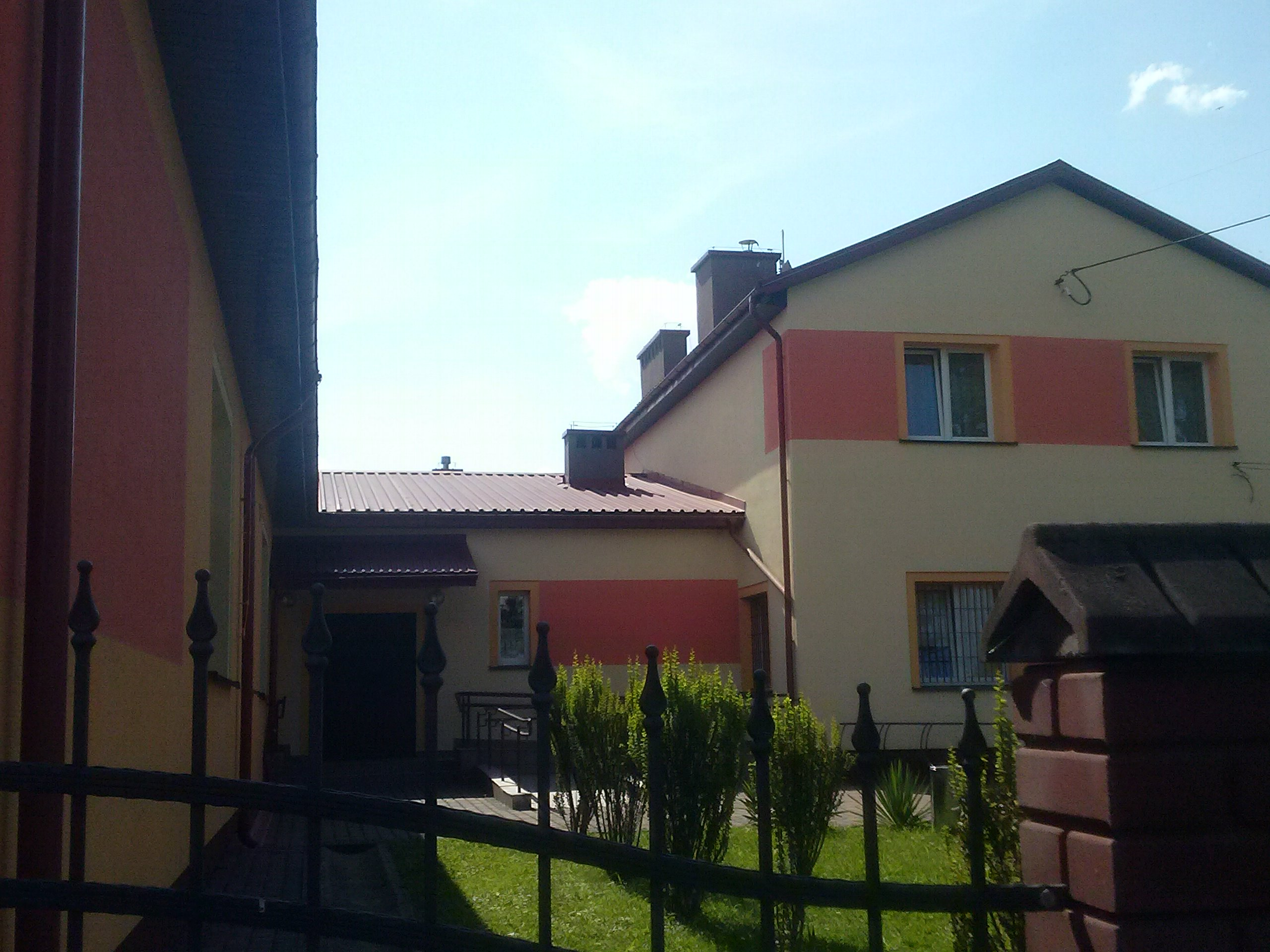
Wiejski Dom Kultury

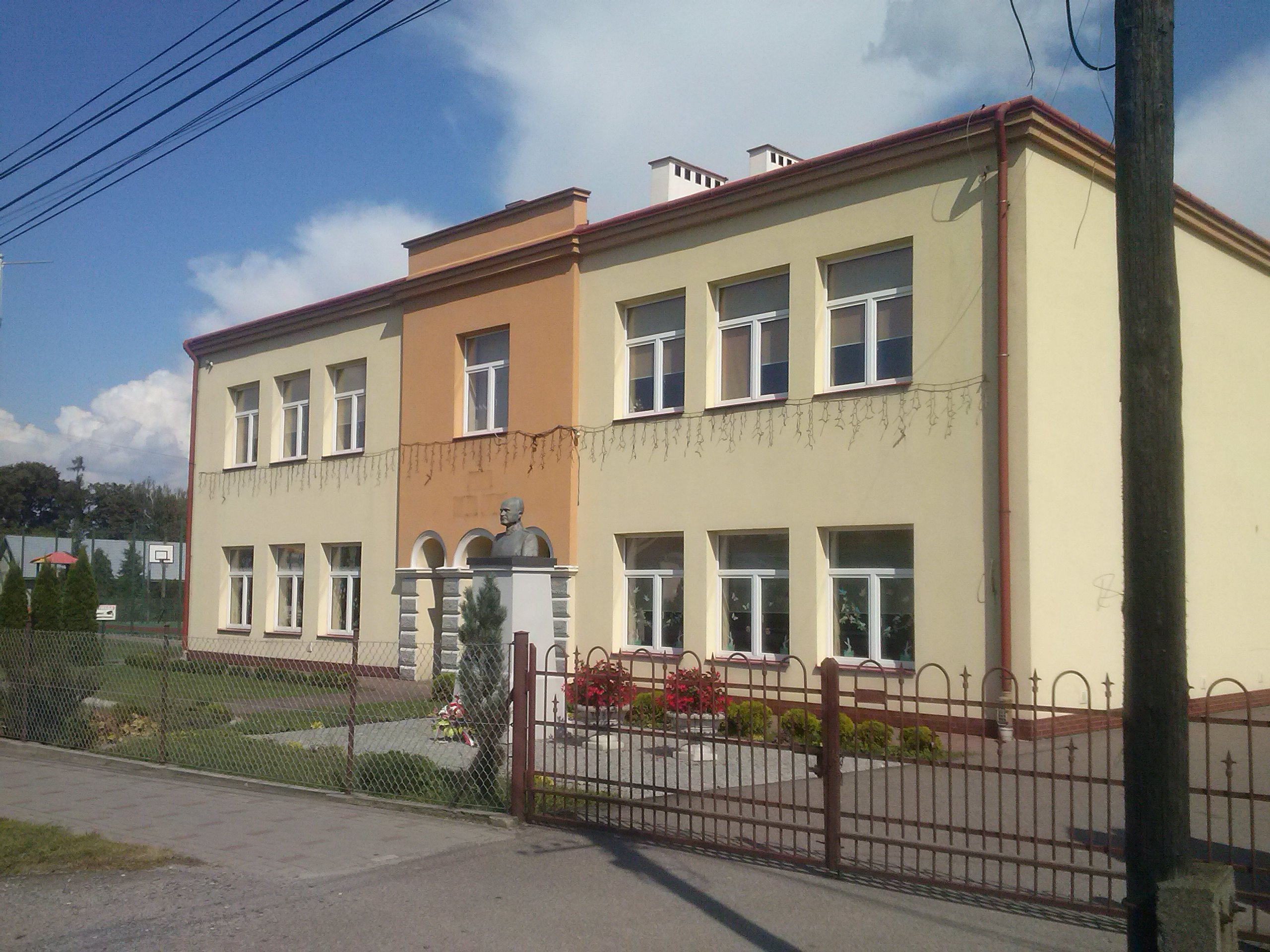
Szkoła Podstawowa im. gen. Antoniego Chruściela „Montera”

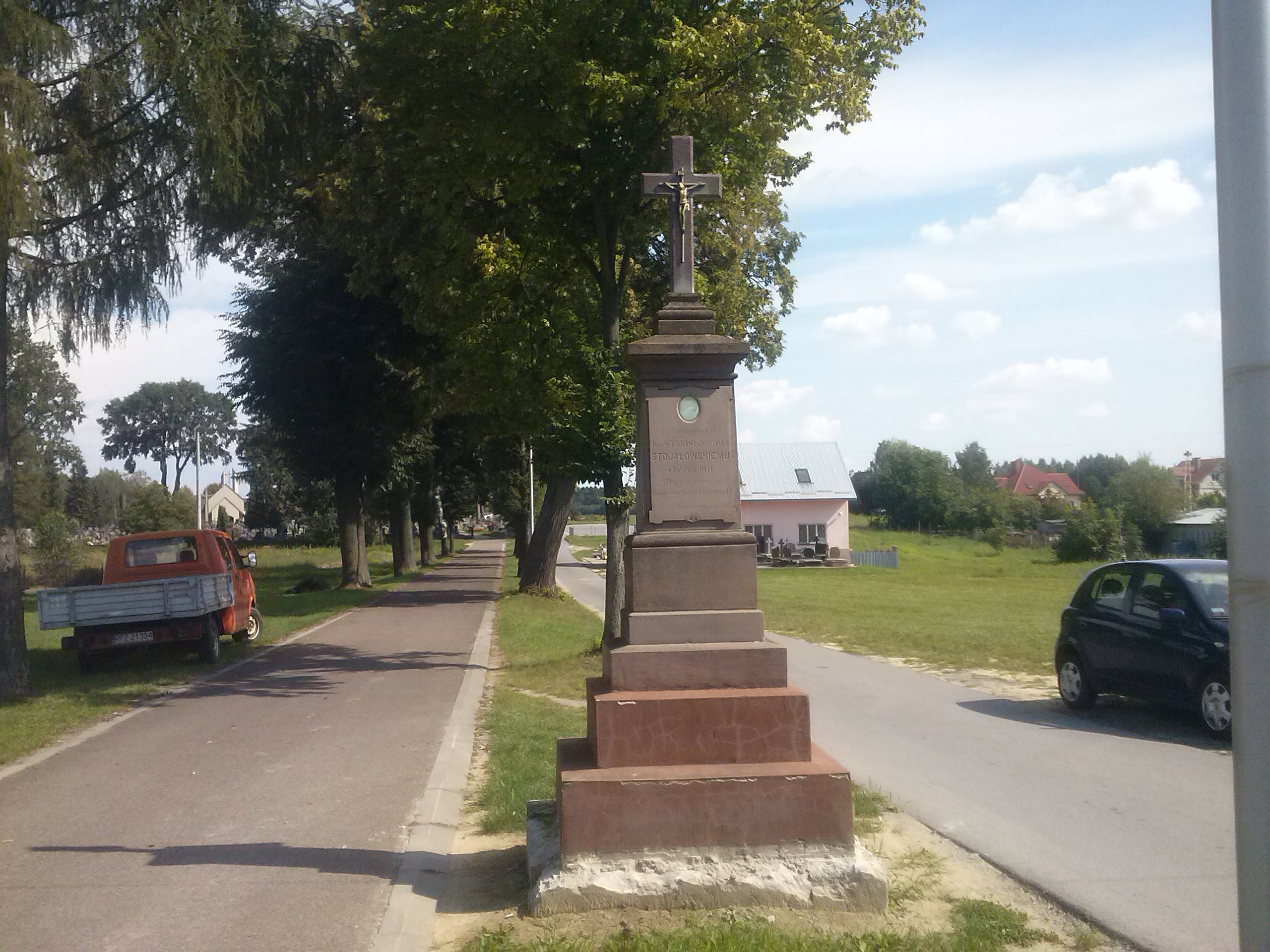
Pomnik Krzyża Świętego, pamięci ks. Stanisława Stojałowskiego

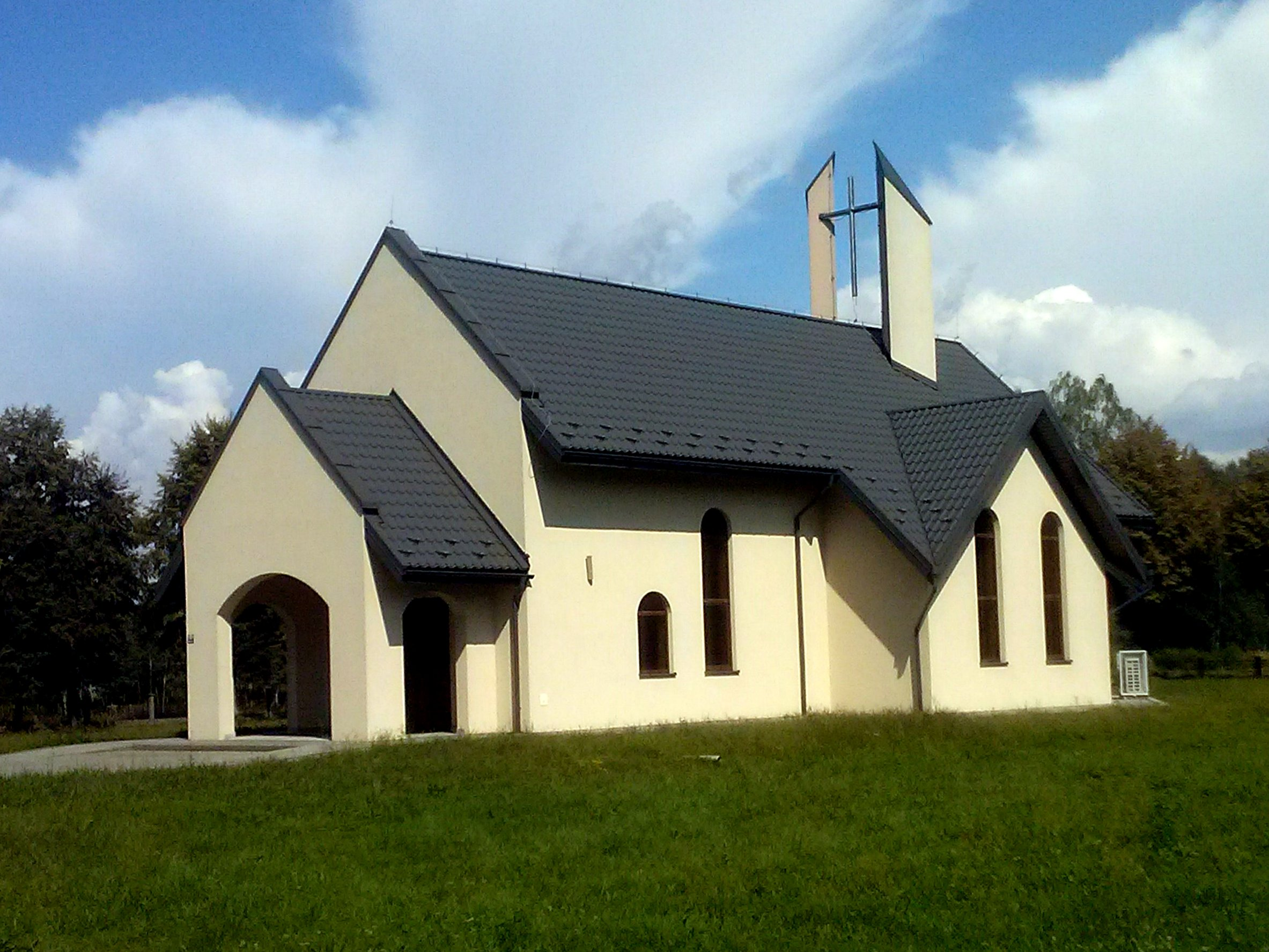
Kaplica przedpogrzebowa

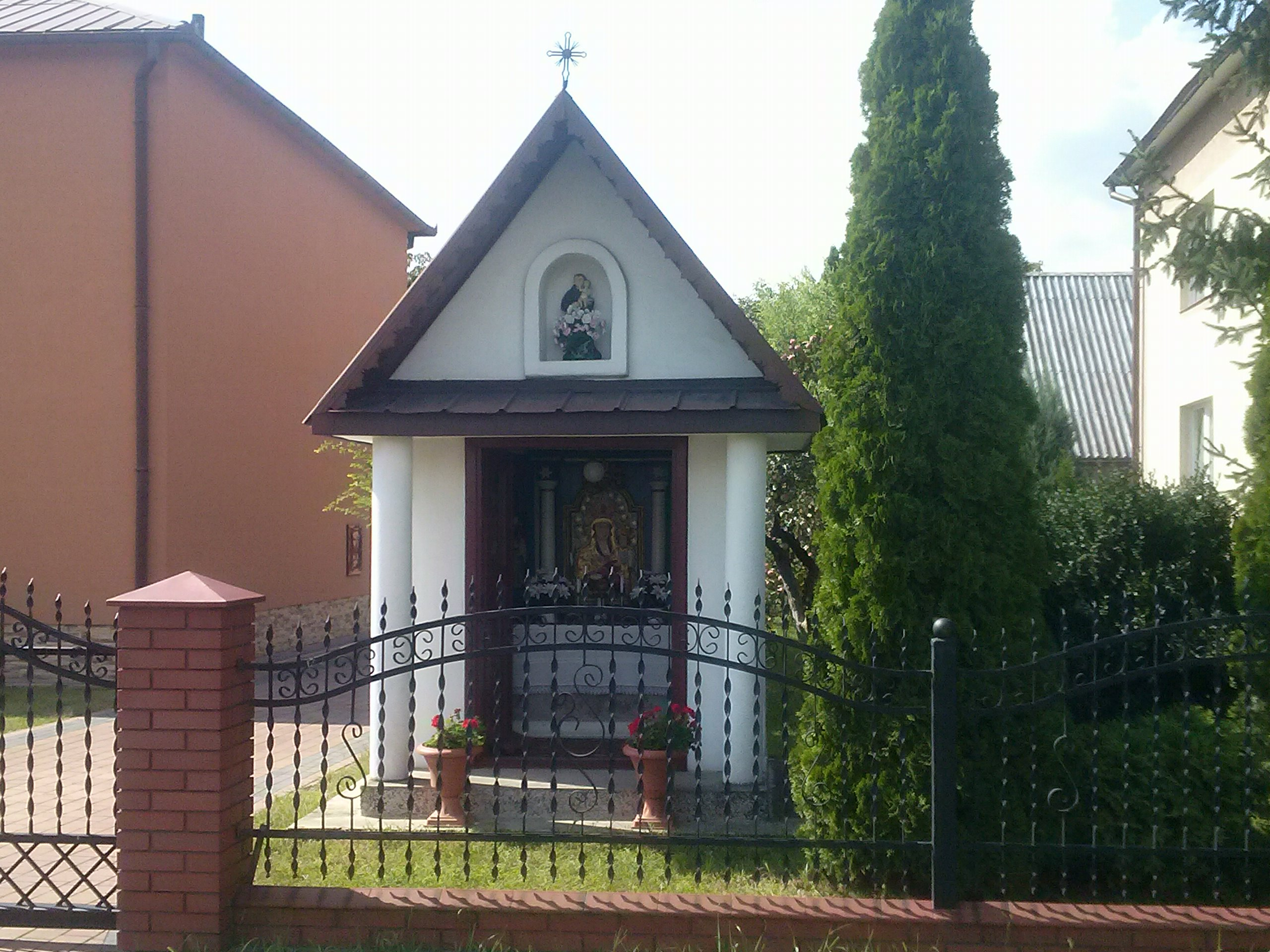
Kapliczka Matki Bożej

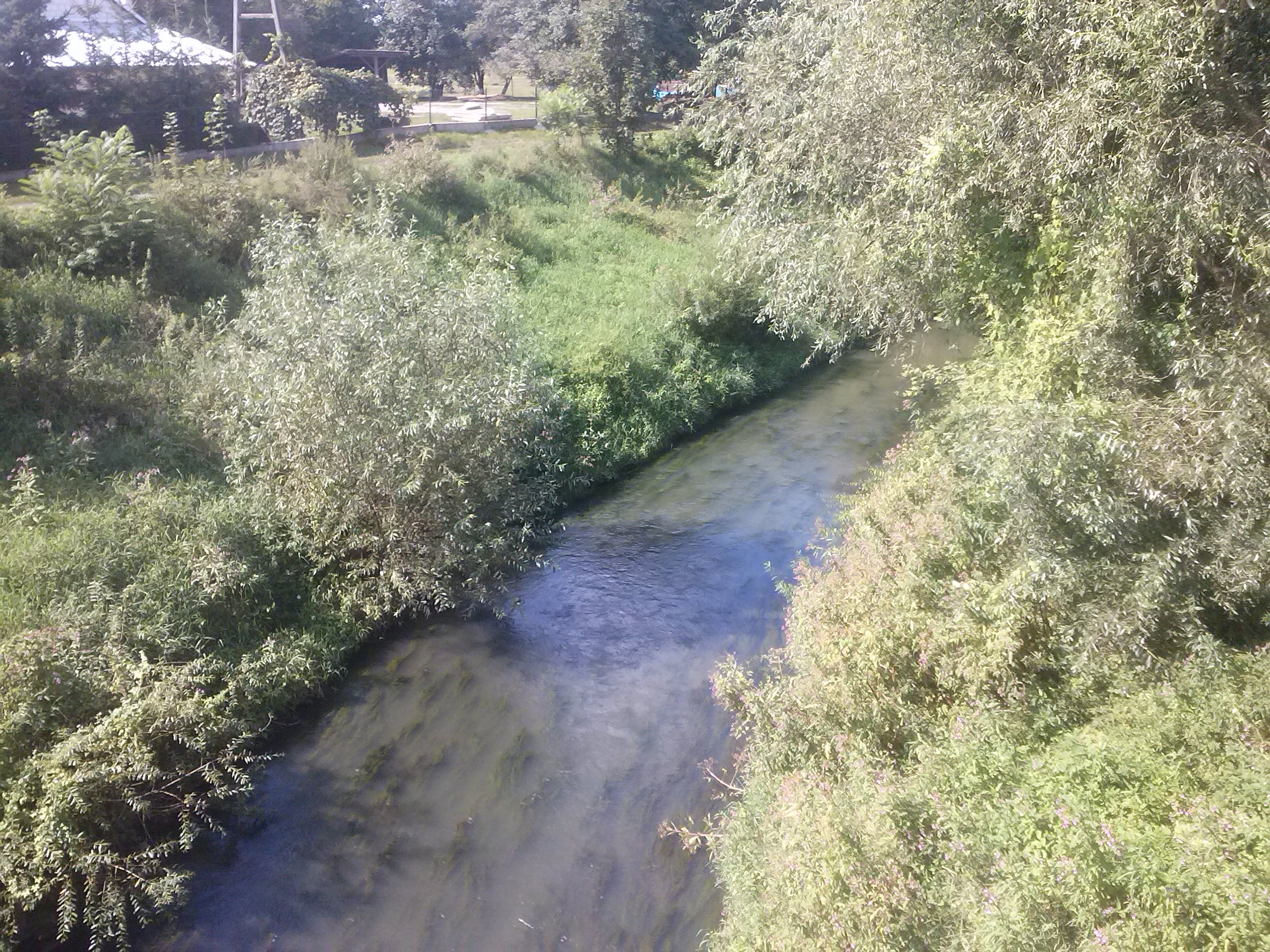
Widok na Mleczkę

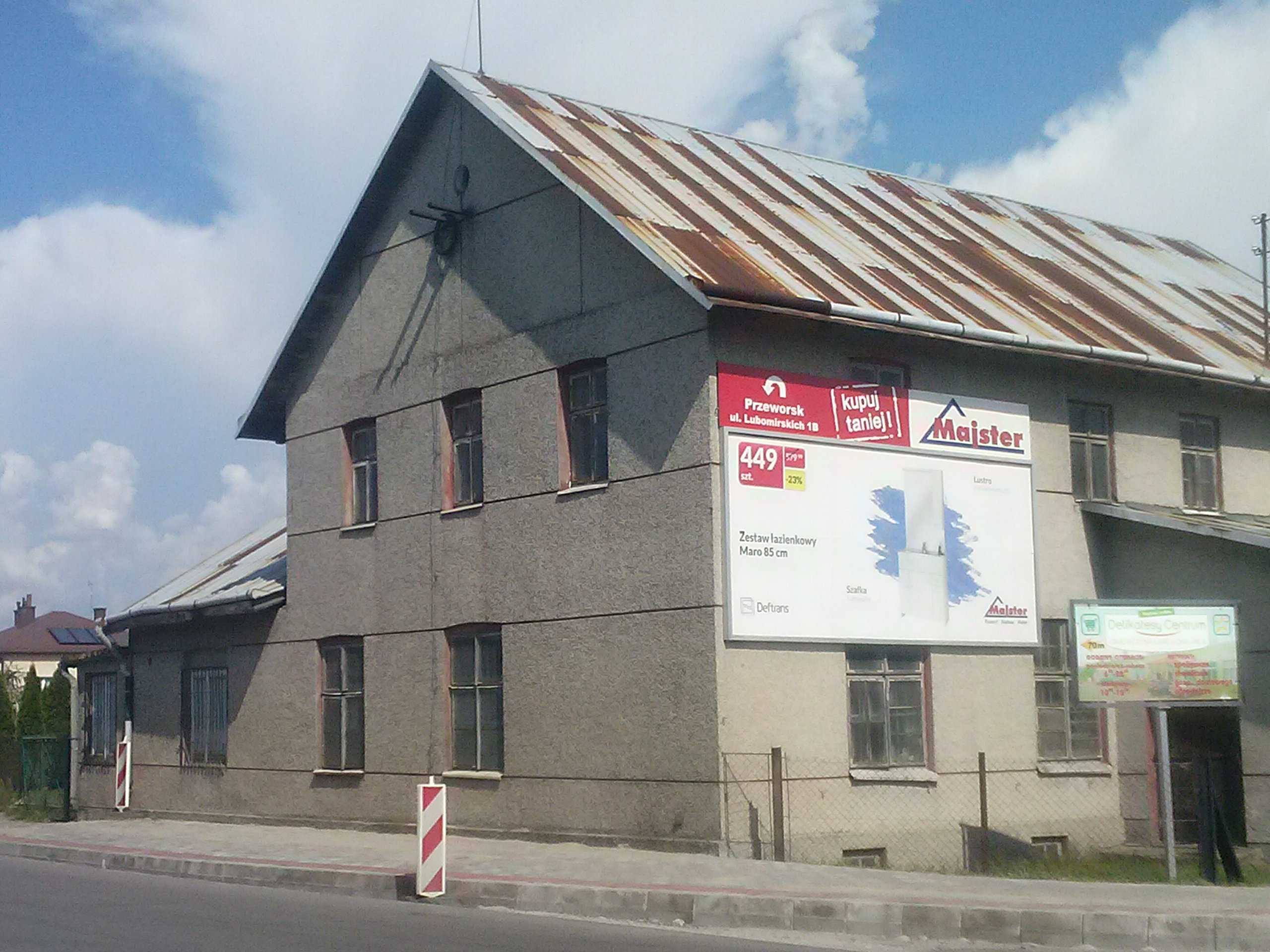
Dawny młyn zbożowy

Zimowy pejzaż

Gniewczyna Łańcucka – wieś w Polsce położona w województwie podkarpackim, w powiecie przeworskim, w gminie Tryńcza. Leży nad Mleczką (dopływem Wisłoka).
W latach 1975–1998 miejscowość należała administracyjnie do województwa przemyskiego.

## Części wsi
| SIMC    | Nazwa              | Rodzaj    |
| ------- | ------------------ | --------- |
| 0611873 | Łazy               | część wsi |
| 0611904 | Małe Zawisłocze    | osada     |
| 0611880 | Nowa Wieś          | część wsi |
| 0611896 | Piaski             | część wsi |
| 0611910 | Piekło             | osada     |
| 0611927 | Poręby             | osada     |
| 0611933 | Wielkie Zawisłocze | osada     |
| 0611940 | Zakręcie           | osada     |

## Historia
Początków wsi należy szukać w XIV wieku. Nazwa wsi posiadała charakter dzierżawny.
Według miejscowej legendy prawdopodobnie w XIII wieku niewielką osadę w tym miejscu założył syn drwala Gniewko, od którego imienia osada przyjęła nazwę „Gniewczyna”. W 1340 roku ziemie te zostały przyłączone przez króla Kazimierza Wielkiego do Polski, a w 1387 roku ziemie te wraz z Jarosławiem i Przeworskiem zostały nadane Janowi z Tarnowa przez królową Jadwigę. Pierwsza wzmianka o Gniewczynie pochodzi z 1424 roku (o przynależności do parafii w Przeworsku), a w 1498 roku Tatarzy usypali kopiec, na którym później zbudowano kościół. Kolejna wzmianka jest z 1520 roku, o przywileju dla utworzonej parafii.

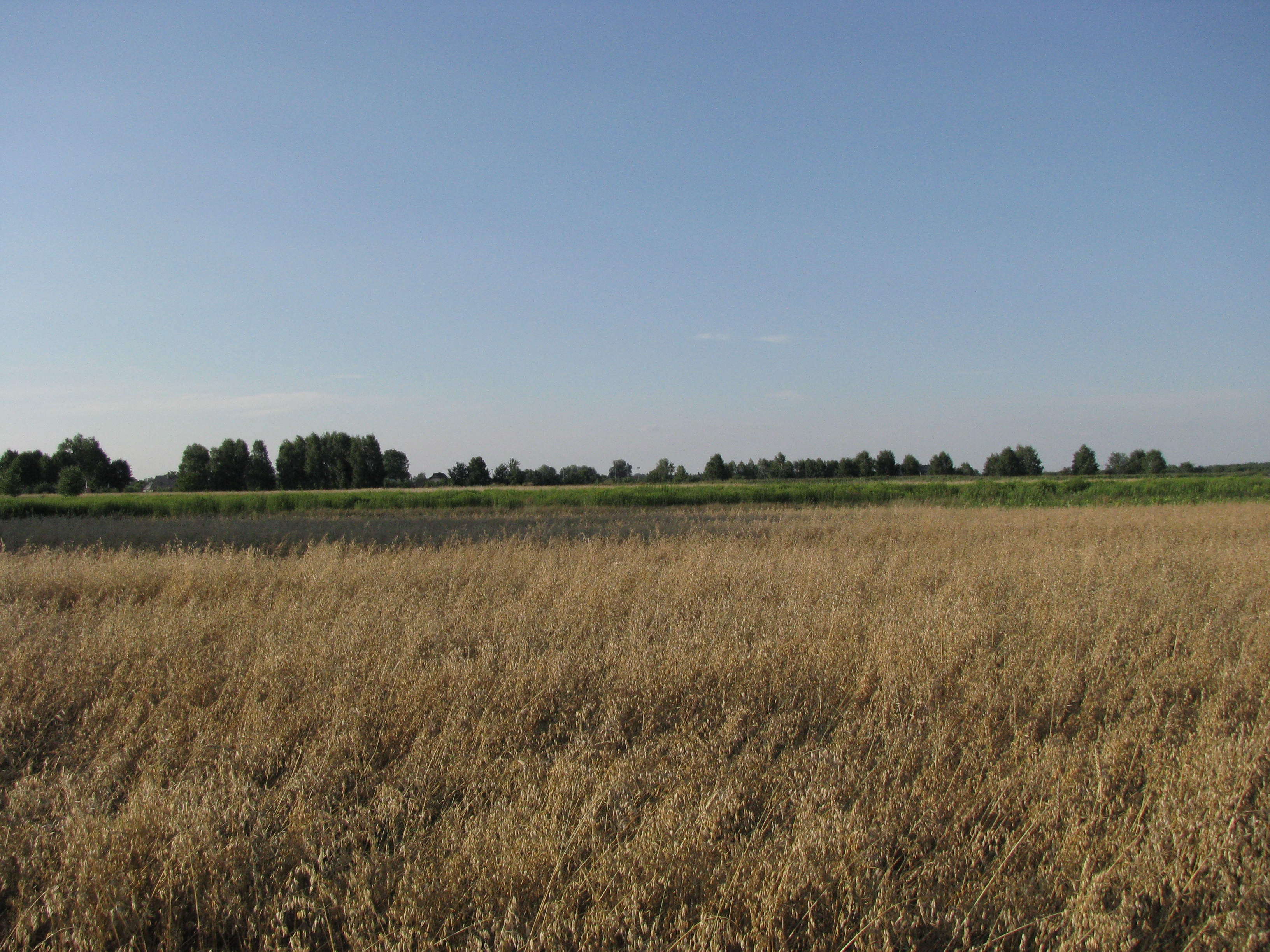
Polne ścieżki w Gniewczynie Łańcuckiej

Ostatnim właścicielem z rodu Tarnowskich był Jan Krzysztof Tarnowski, właściciel: Tarnowa, Tarnawca, Krzemiennej, Kuryłówki, Wiewiórki, Przeworska, Rożnowa, Starego Sioła i Jarosławia. Po jego śmieci w 1567 roku dobra te przejęła jego żona Zofia ze Sprowy Odrowąż, która poślubiona w 1575 roku za Jana Kostkę; zmarła w 1580 roku w Gorliczynie. Jej córka Anna z Kostków Ostrogska z małżeństwa z Aleksandrem Ostrogskim miała córkę Zofię Ostrogską, która w 1613 roku poślubiła Stanisława Lubomirskiego. Po śmierci Zofii Ostrogskiej w 1622 roku dobra Przeworskie przeszły na własność Lubomirskich. W 1624 roku był najazd tatarski, który zniszczył większą część Polski południowo-wschodniej.
Wieś była w 1515 roku wzmiankowana w regestrach poborowych, które zapisali poborcy podatkowi ziemi przemyskiej, jako Grzyewszyna, w której było 14 łanów kmiecych i był młyn. W 1589 roku wieś była wzmiankowana jako Gniewczyna, 14 łanów i młyn o dwóch kołach.
Wieś była także wzmiankowana w rejestrach poborowych z lat 1628, 1651 i 1658.
W 1674 roku w Gniewczynie było 180 domów. W I połowie XX wieku w Gniewczynie Łańcuckiej było 276 domów, a w Gniewczynie Trynieckiej było 124 domów.
Nazwa Gniewczyny nazwanej „Łańcucką” pochodzi z początku XIX wieku od właścicieli Łańcuta, którymi był ród Potockich (schematyzm diecezji przemyskiej z 1810 już wspomina o Alfredzie Potockim, który był patronem tytularnym Gniewczyńskiej parafii). Do wsi w tym czasie należał folwark białobrzeski usytuowany ok. 1 km na północny wschód od wsi, przy samym brzegu Wisłoka, który tworzył tu mocne zakole. Folwark zabudowany był drewnianymi budynkami gospodarczymi, od drogi do Tryńczy przy kapliczce prowadziła do niego obsadzana drzewami aleja. W 1857 r. w Gniewczynie zamieszkiwało 1003 mieszkańców. W 1878 roku wieś była własnością hr. Alfreda Potockiego, ordynata łańcuckiego, a później Romana Potockiego. Wieś liczyła wówczas 1700 mieszkańców i miała jednoklasową szkołę ludową.
W 1890 roku założono czytelnię ludową w Gniewczynie Łańcuckiej. W Gniewczynie Łańcuckiej urodzili się Feliks Młynarski (1884), gen. Antoni Chruściel (1895).

### Zbrodnia w domu Trynczerów[15]
W 1942 r., prawdopodobnie w listopadzie, Polacy: komendant Ochotniczej Straży Pożarnej, aktywiści straży, sołtysi i ich pomocnicy, z obu części wsi – Łańcuckiej i Trynieckiej – oraz bezideowe skrzydło ruchu oporu urządzili obławę na miejscowe rodziny żydowskie. 11 osób (dwie kobiety, dwóch mężczyzn, resztę stanowiły dzieci – najmłodsze miało 9 miesięcy) wsadzono na wozy i przewieziono do domu Lejby i Szangli Trynczerów, mieszczącego się przy drodze, w centrum wsi. Tam, przez trzy dni i trzy noce, przetrzymywali Żydów, torturowali po to, by zdradzili oni to, gdzie ukryli dobytek, kobiety prawdopodobnie gwałcili, po czym wezwali niemieckich żandarmów, którzy rozstrzelali uwięzionych Żydów. O zbrodni opowiedział, 13-letni wówczas, Tadeusz Markiel. W miejscowości dochodziło ponadto do pojedynczych mordów na ukrywających się Żydach. Razem z zabitymi w domu Trynczerów, liczba ofiar sięga 30 osób.

## Kościół
Pierwszy drewniany kościół w Gniewczynie został prawdopodobnie zbudowany po 1340 roku (wspominają o tym akta grodzkie i ziemskie). W 1580 roku Zofia ze Sprowy Odrowąż przekazała parafię w Gniewczynie bożogrobcom, którzy ją posiadali aż do 1716 roku. Kościół ten istniał aż do 1624 roku; kiedy to został zniszczony przez najazd Tatarów, a ks. Mateusz Wierzbicki został zamordowany. Po roku 1625 zbudowano nowy kościół drewniany, który był aż do 1725 roku. W 1725 roku zbudowano drewniany kościół, który został konsekrowany w 1754 roku. W latach 1882–1885 zbudowano murowany Kościół, który został konsekrowany w 1885 roku. Obecny kościół murowany został zbudowany w 1910 roku, a jego konsekracja nastąpiła w 1931 roku.
W 1774 roku sprowadzono z Rakszawy drewnianą kaplicę pw. św. Antoniego i zbudowano ją przy dworku szlacheckim w Tryńczy. W 1910 roku powstała nowa parafia pw. św. Kazimierza w Tryńczy. W 1925 roku w Gorzycach, książę Andrzej Lubomirski w swojej prywatnej posiadłości utworzył kaplicę. W 1945 roku w Gorzycach powstała parafia pw. NSPJ. W 1983 roku w Jagielle powstała parafia pw. Królowej Jadwigi. 26 sierpnia 2001 roku w Wólce Małkowej poświęcono kościół filialny pw. MB Częstochowskiej.

## Turki Wielkanocne (Straże Grobowe)
Gniewczyna Łańcucka oraz wszystkie pobliskie i dalsze wiejskie parafie znad Wisłoka i Sanu mogą poszczycić się prastarą tradycją, jaką jest Wielkanocna „Parada Turków”. Tradycja ta bierze swój początek od czasów odsieczy Wiedeńskiej w 1683 roku, kiedy to wracające ze zwycięskiej Bitwy pod Wiedniem pod wodzą króla Jana III Sobieskiego; oddziały miejscowych wojaków walczących w oddziałach Mikołaja Hieronima Sieniawskiego i Hieronima Lubomirskiego przebranych w Tureckie stroje rozpoczęli wartę przy wielkanocnych grobach Chrystusa w swoich rodzinnych kościołach. Od tego czasu w celu uświetnienia obchodów świąt wielkanocnych również w kościele Gniewczyńskim są formowane dwa oddziały Turków z grona miejscowych młodzieńców. Ubrani w barwne stroje i uzbrojeni w karabiny i szable w Wielką Sobotę sprawują Straż grobową przy „symbolicznym grobie Chrystusa”. W Wielką Niedzielę i Poniedziałek Wielkanocny na placu przykościelnym pod wodzą komendantów i przy marszach granych przez orkiestrę dętą, demonstrują niezwykle widowiskową musztrę paradną. Tradycja ta sprawia, że Święta Wielkanocne na długo pozostają w pamięci mieszkańców, gości i przypadkowych obserwatorów.

## Oświata
Początki szkolnictwa w Gniewczynie są datowane na 1636 rok, kiedy to powstała szkoła parafialna. W 1867 roku powstała szkoła trywialna 1-klasowa. Od 1897 roku szkoła była już 2-klasowa. Od 1912 roku szkoła była 2-klasowa z programem szkoły 4-klasowej; od 1924 roku była już 4-klasowa; od 1927 roku była 6-klasowa; od 1930 roku była 7-klasowa. W 1966 roku była ogólnopolska zmiana szkół na 8-klasowe.
7 maja 1989 roku szkole nadano imię Gen. Antoniego Chruściela ps. „Monter”. W 1999 roku zgodnie z programem czterech reform, wprowadzono reformę oświaty dokonując zmiany na 6-letnie szkoły podstawowe i 3-letnie gimnazja. Od 2004 roku w Gniewczynie Łańcuckiej jest utworzono Zespół Szkół. 7 maja 2007 roku również Gimnazjum otrzymało imię Gen. Antoniego Chruściela ps. „Monter”. W 2017 roku na podstawie reformę oświaty przywrócono 8-letnią szkołę podstawową.

## Miejsca godne uwagi
- Neogotycki kościół parafialny z 1910 roku.
- Cztery kapliczki murowane z oryginalnym neobarokowym charakterze z końca XIX wieku.; przy folwarku białobrzeskim z końca XIX wieku,; w centrum wsi z lat 30. XX wieku i przy drodze do Tryńczy z lat 40. XX wieku.
- Pomnik kamienny Krzyża Świętego, poświęcony pamięci ks. Stanisławowi Stojałowskiemu z 1911 roku.
- Szkoła podstawowa z popiersiem Gen. Antoniego Chruściela przed szkołą jego imienia; (urodzonego w Gniewczynie), faktycznego dowódcy powstania warszawskiego.
- Zachowana drewniana zabudowa wiejska z lat 20. i 30. XX wieku, o zrębowej konstrukcji, ze szczytami zdobionymi snycerką.
- Fabryka Wagonów „Gniewczyna” S.A. (Fabryka powstała w 1982 roku)[18].
- Stadnina koni.
- Budynek młyna zbożowego.

## Osoby związane z miejscowością
- Feliks Młynarski
- gen. Antoni Chruściel